# Basilique-cathédrale Sainte-Cécile de Salaberry-de-Valleyfield
Pour les articles homonymes, voir Sainte-Cécile, Sainte Cécile et Cécile.
La basilique-cathédrale Sainte-Cécile de Salaberry-de-Valleyfield est une église située dans le centre-ville historique de Salaberry-de-Valleyfield au Québec (Canada). Il s'agit de la cathédrale du diocèse de Valleyfield depuis son érection en 1892. En 1991, elle a été reconnue comme basilique mineure. L'édifice actuel a été construit entre 1933 et 1935 pour remplacer l'ancien bâtiment détruit en 1933 et qui avait été construit en 1881-1882. Elle fait partie de l'arrondissement institutionnel de la paroisse de Sainte-Cécile, un site patrimonial.

## Description

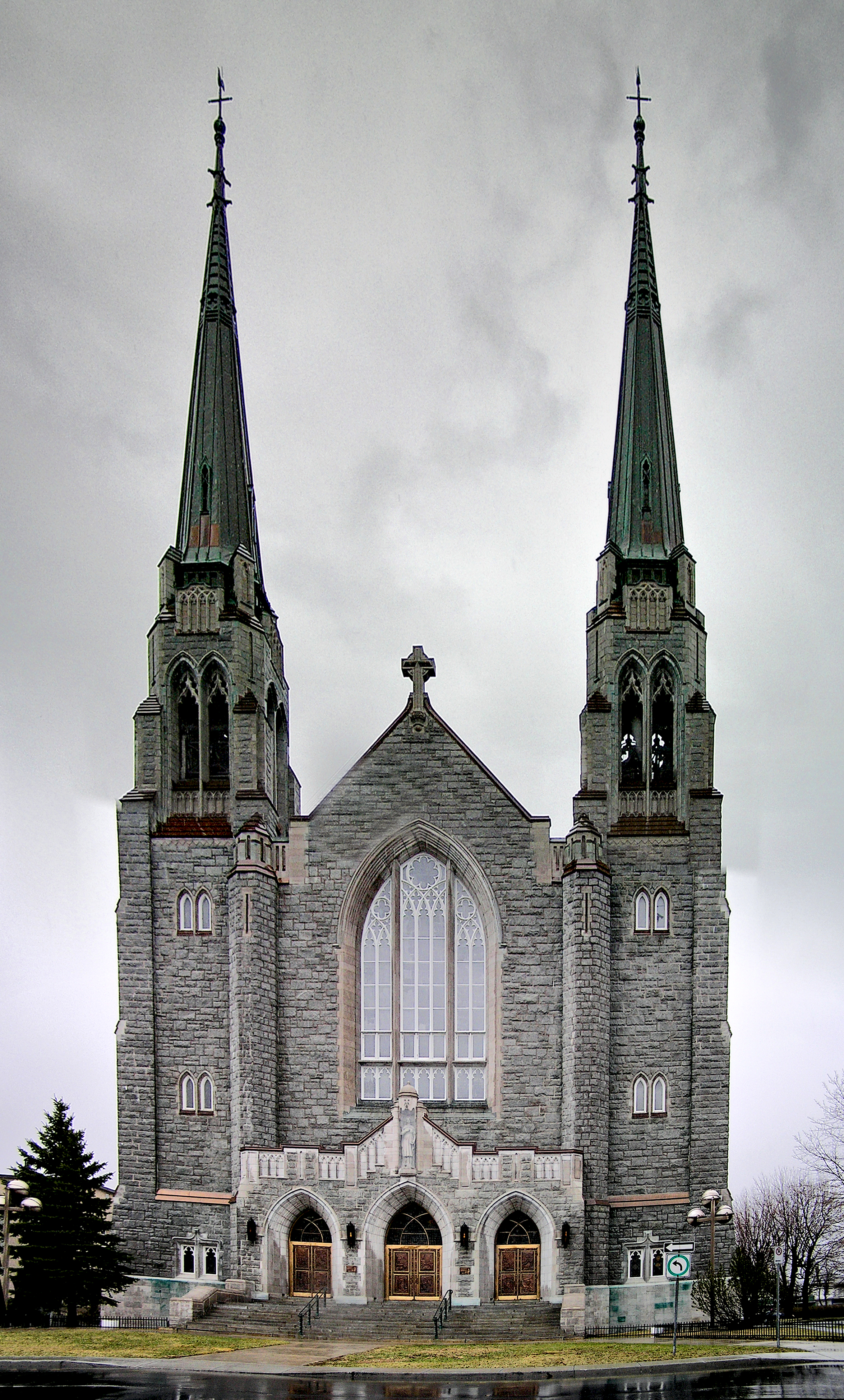
La façade de la basilique-cathédrale Sainte-Cécile.

La basilique-cathédrale Sainte-Cécile est sise au 19, rue de l'Église dans le centre-ville historique de Salaberry-de-Valleyfield au Québec. Elle fait partie de l'arrondissement institutionnel de la paroisse de Sainte-Cécile, un site patrimonial qui comprend, en plus de la basilique-cathédrale, l'évêché du diocèse de Valleyfield et deux anciens couvents reconvertis en résidences pour personnes âgées.
Il s'agit d'une église catholique de style néo-gothique avec un plan en croix latine et une façade asymétrique encadrée de deux tours-clochers ainsi que des arcs brisés et un clocheton orné de crochets à la croisée du transept. La basilique-cathédrale comprend trois séries de verrières réalisées par l'artiste verrier Guido Nincheri ainsi qu'une statue de sainte Cécile et des portes en bronze représentant des événements de la vie de Jésus-Christ réalisées par Albert Gilles.

## Historique

### Première église
La paroisse Sainte-Cécile a été érigée canoniquement en 1855 par détachement des paroisses Saint-Timothée et Saint-Stanislas-Kostka.
La première église Sainte-Cécile fut construite en 1857. Devenue trop petite pour la population grandissante, elle fut démolie en 1881 pour construire la seconde église, beaucoup plus vaste.

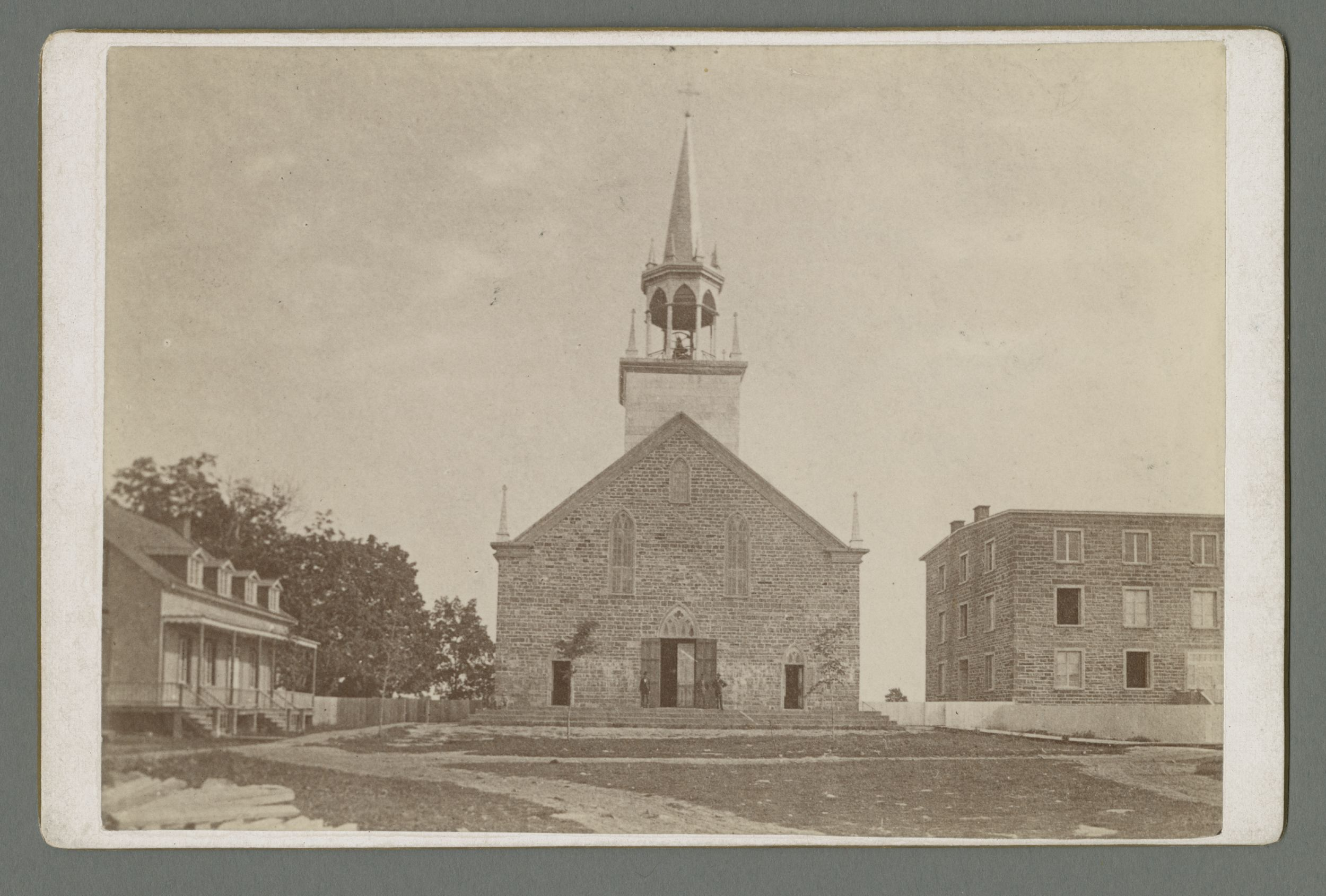
La première église Sainte-Cécile.
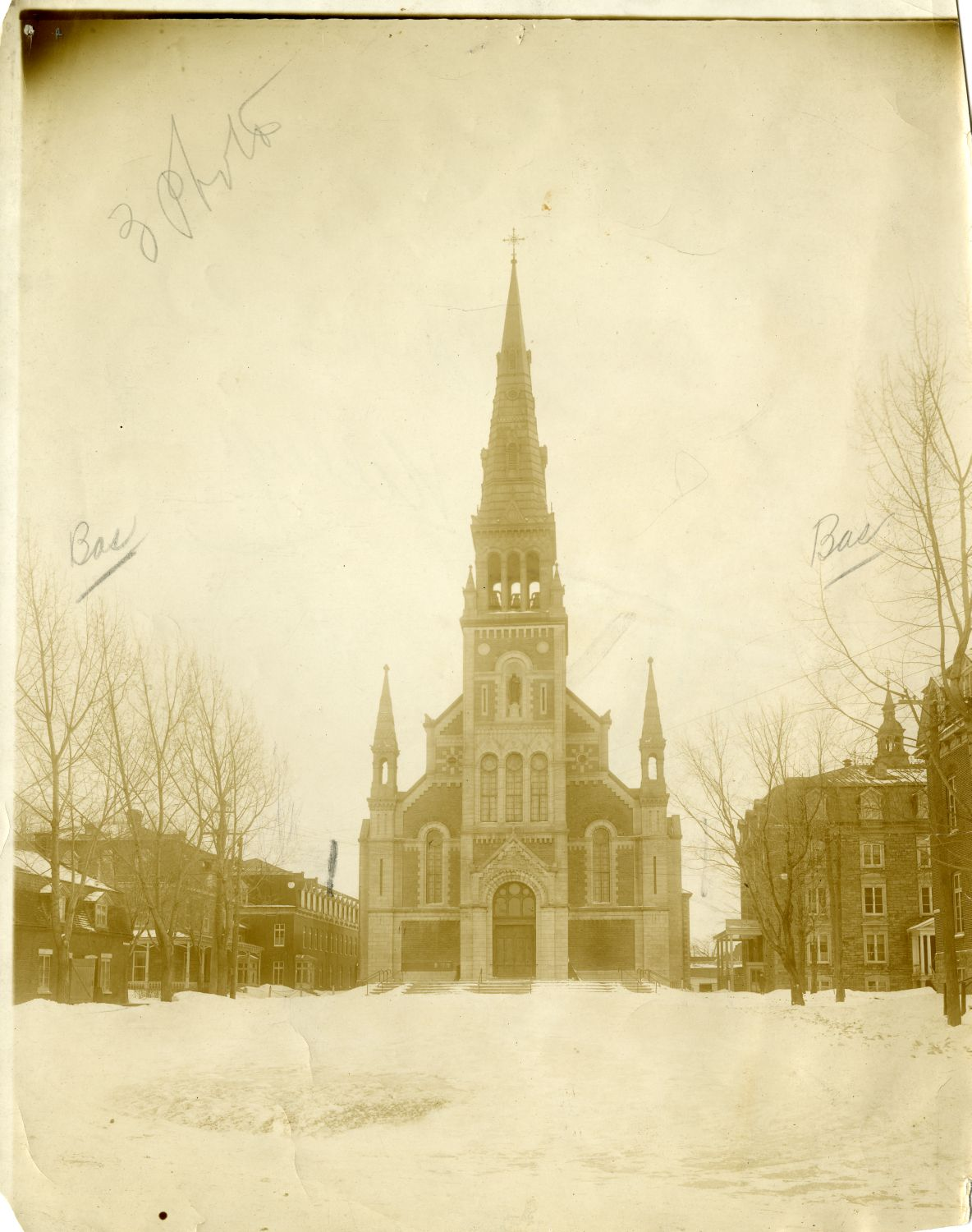
La cathédrale Sainte-Cécile en 1925.

### Deuxième église
La deuxième église Sainte-Cécile fut construite en 1881 et en 1882. Lors de l'érection du diocèse de Valleyfield le 5 avril 1892, elle devint sa cathédrale,,,,.
Le 21 septembre 1933, elle fut détruite par les flammes.

### Troisième église
La troisième église de la paroisse Sainte-Cécile et 2e cathédrale fut construite entre 1933 et 1935 selon les plans de l'architecte Henri Sicotte-Labelle assisté par les architectes Eugène Perron, Jean-Marie Lafleur et Louis-Napoléon Audet. L'architecture s'est inspirée de la basilique Sainte-Anne-de-Beaupré. En 1935, un grand orgue Casavant Frères a été installé.
Le 9 février 1991, la cathédrale a été reconnue comme basilique mineure.
Le 4 septembre 2002, la basilique-cathédrale fut ravagée par un incendie. L'orgue Casavant Frères de 1935 a dû être démantelé car il a été jugé irréparable et les vitraux ont été lourdement endommagés. Des travaux de restauration sont en cours depuis 2002,.
En 2021, les autorités de la paroisse Sainte-Cécile procèdent au déménagement de l'orgue Casavant Frères de l'église désacralisée Notre-Dame-des-Sept-Allégresses de Trois-Rivières, dans le but de lui donner une seconde vie en le réinstallant à la basilique-cathédrale. Les premières notes devraient se faire entendre à l'automne 2023,.

## Les cloches de la basilique-cathédrale
Depuis la construction de la première église en 1857, trois sonneries de cloches de différents fondeurs se sont succédé. Le lieu de culte actuel possède six cloches fabriquées par la Whitechapel Bell Foundry en 1935, dont le poids total est de 22027 lb (10012 kg).
La sonnerie a été entièrement restaurée en 2005 à la suite de l'incendie, puis à nouveau en 2021, après onze ans de silence total, grâce à un donateur privé et anonyme. Le montant total des travaux est estimé à 40 000 dollars et l'inauguration a eu lieu en la fête de Sainte-Cécile le 11 novembre 2021,.
Les cloches retentissent tous les jours pour l'angélus de midi et de 18h, pour les offices religieux ainsi que toutes les heures civiles de 10h à 19h. On peut également les entendre lors des grandes fêtes religieuses et civiles.
| Numéro | Nom                | Diamètre (cm) | Masse (kg)  | Note   | Date de fonte | Fondeur                 | Emplacement |
| ------ | ------------------ | ------------- | ----------- | ------ | ------------- | ----------------------- | ----------- |
| 1      | Christ-Roi ''Rex'' | 198           | 4435        | Lab 2  | 1935          | Fonderie de Whitechapel | Tour est    |
| 2      | Marie              | 142           | 1918        | Réb 3  | 1935          | Fonderie de Whitechapel | Tour ouest  |
| 3      | Cécile             | 124           | 1312        | Mib 3  | 1935          | Fonderie de Whitechapel | Tour ouest  |
| 4      | Sans nom           | Environ 100   | Environ 807 | Solb 3 | Inconnue      | Bollée (Orléans)        | Tour ouest  |
| 5      | Gabriel            | 104           | 805         | Solb 3 | 1935          | Fonderie de Whitechapel | Tour ouest  |
| 6      | Jean-Baptiste      | 93            | 569         | Lab 3  | 1935          | Fonderie de Whitechapel | Tour ouest  |

## Religion
La basilique-cathédrale Sainte-Cécile est la cathédrale du diocèse de Valleyfield, une juridiction de l'Église catholique au Québec,. Elle est reconnue comme basilique mineure depuis 1991. La paroisse actuelle rattachée à la basilique-cathédrale se nomme également Sainte-Cécile et a été érigée en 2007.
Ses saints patrons sont sainte Cécile et le Christ-Roi, l'église actuelle lui étant dédiée. Cécile de Rome demeure toutefois la principale patronne de la paroisse.

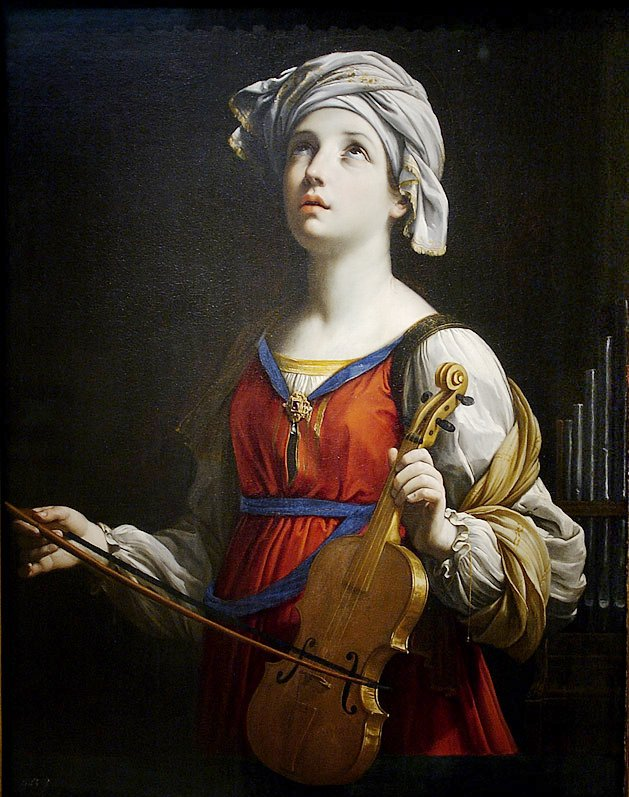
Cécile, sainte patronne de la basilique-cathédrale.
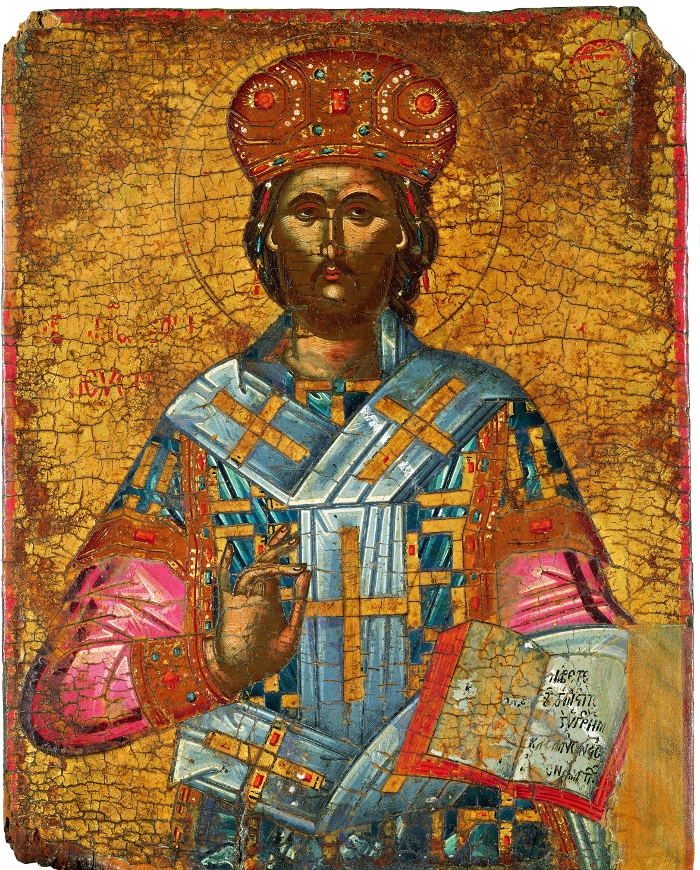
Le Christ-Roi, icône, v. 1600.